# Puerto del Reventón (sierra de Villafranca)
El puerto del Reventón o alto del Reventón es un puerto de montaña situado al suroeste de la provincia de Ávila, en España, localizado en la parte más occidental de la sierra de Villafranca. 

## Situación
Tiene 1462 metros de altitud y comunica el valle del Tormes con el valle del arroyo Caballeruelo, afluente del anterior, a través de una carretera local que une las localidades de la Aliseda de Tormes con Santa María de los Caballeros. Está situado a unos 800 metros de la localidad de la Lastra del Cano.
Era el paso para uno de los más antiguos caminos históricos de esta sierra, cuyas primeras referencias se remontan al siglo XVIII. Este discurre por un itinerario duro y solitario, que la nieve obstruye cada invierno por espacio de varios meses.[cita requerida]